# Unité urbaine de Pont-Audemer
L'unité urbaine de Pont-Audemer est une unité urbaine française centrée sur la commune de Pont-Audemer. dans le département de l'Eure, en région Normandie.

## Données générales
Dans le zonage réalisé par l'Insee en 2010, l'unité urbaine était composée de neuf communes.
Dans le nouveau zonage réalisé en 2020, elle est composée de six communes, la commune de Beuzeville étant maintenant incluse dans l'unité urbaine de Honfleur et celles de Saint-Mards-de-Blacarville et du Torpt étant hors unité urbaine.
En 2022, avec 15 931 habitants, elle représente la 5e unité urbaine du département de l'Eure, et occupe le 24e rang dans la région Normandie.

## Composition selon la délimitation de 2020
Elle est composée des six communes suivantes :
| Nom                         | Code Insee | Département | Statut       | Superficie (km2) | Population (dernière pop. légale) | Densité (hab./km2) | Modifier                                    |
| --------------------------- | ---------- | ----------- | ------------ | ---------------- | --------------------------------- | ------------------ | ------------------------------------------- |
| Pont-Audemer (ville-centre) | 27467      | Eure        | ville-centre | 14,66            | 9 950 (2022)                      | 679                | modifier les données · modifier les données |
| Boulleville                 | 27100      | Eure        | banlieue     | 7,17             | 1 227 (2022)                      | 171                | modifier les données · modifier les données |
| Corneville-sur-Risle        | 27174      | Eure        | banlieue     | 13,23            | 1 371 (2022)                      | 104                | modifier les données · modifier les données |
| Manneville-sur-Risle        | 27385      | Eure        | banlieue     | 9,32             | 1 436 (2022)                      | 154                | modifier les données · modifier les données |
| Saint-Maclou                | 27561      | Eure        | banlieue     | 5,56             | 667 (2022)                        | 120                | modifier les données · modifier les données |
| Toutainville                | 27656      | Eure        | banlieue     | 11,85            | 1 280 (2022)                      | 108                | modifier les données · modifier les données |

## Évolution démographique
| 1968   | 1975   | 1982   | 1990   | 1999   | 2008   | 2013   | 2019   |
| ------ | ------ | ------ | ------ | ------ | ------ | ------ | ------ |
| 13 240 | 14 424 | 14 853 | 14 579 | 14 976 | 15 412 | 16 517 | 15 997 |

#### Données générales
- Unité urbaine
- Aire d'attraction d'une ville
- Aire urbaine (France)
- Liste des unités urbaines de France

#### Données démographiques en rapport avec l'unité urbaine de Pont-Audemer
- Aire d'attraction de Pont-Audemer
- Aire d'attraction du Havre
- Arrondissement de Bernay

#### Données démographiques en rapport avec l'Eure
- Démographie de l'Eure